# Paulus Roiha
Paulus Roiha (Espoo, 3 augustus 1980) is een Fins voormalig voetballer die als aanvaller speelde.

## Clubcarrière
Roiha speelde tussen 1999 en 2001 ruim zestig wedstrijden bij HJK Helsinki, waarna hij door FC Utrecht werd gecontracteerd. In de Galgenwaard mocht Roiha even genieten van een plek in de basis, maar na twee seizoenen werd het minder voor de Fin en vertrok hij voor een tijdje naar FC Zwolle, alwaar hij elf keer zou spelen en nooit tot scoren kwam. Roiha ging zijn geluk beproeven bij Cercle Brugge.
Na anderhalf jaar en tien goals bij Cercle keerde Roiha in 2006 terug naar Nederland om anderhalf jaar voor ADO Den Haag te voetballen. Na een kort avontuur in Hongarije bij Ujpest FC, keerde Roiha in januari 2008 terug bij zijn oude club HJK Helsinki. In januari 2010 vertrok hij naar Åtvidabergs FF.

## Interlandcarrière
Roiha kwam in totaal twintig keer (vier doelpunten) uit voor de nationale ploeg van Finland in de periode 2001–2010. Onder leiding van bondscoach Antti Muurinen maakte hij zijn debuut op 1 februari 2001 in de vriendschappelijke uitwedstrijd tegen Zweden (1-0-overwinning). Hij moest in dat duel na 45 minuten plaatsmaken voor Mika Kottila. Het duel betrof een indoorwedstrijd in Jönköping, die door de FIFA niet wordt erkend als een officiële A-interland, maar wel als zodanig door de Finse voetbalbond is opgenomen in de officiële statistieken.
| Interlanddoelpunten | Interlanddoelpunten | Interlanddoelpunten | Interlanddoelpunten     | Interlanddoelpunten | Interlanddoelpunten | Interlanddoelpunten | Interlanddoelpunten |
| #                   | Datum               | Locatie             | Wedstrijd               | Goal(s)             | Score               | Uitslag             | Wedstrijd           |
| ------------------- | ------------------- | ------------------- | ----------------------- | ------------------- | ------------------- | ------------------- | ------------------- |
| 1                   | 09/02/2005          | Nicosia             | Cyprus – Finland        | 66'                 | 1 – 1               | 1 – 2               | Oefeninterland      |
| 2                   | 09/02/2005          | Nicosia             | Cyprus – Finland        | 70'                 | 1 – 2               | 1 – 2               | Oefeninterland      |
| 3                   | 17/08/2005          | Skopje              | Macedonië – Finland     | 87'                 | 0 – 3               | 0 – 3               | WK-kwalificatie     |
| 4                   | 21/01/2006          | Riyad               | Saoedi-Arabië – Finland | 87'                 | 1 – 1               | 1 – 1               | Oefeninterland      |

## Statistieken
| Seizoen | Club              | Land               | Wedstrijden | Doelpunten | Competitie     |
| ------- | ----------------- | ------------------ | ----------- | ---------- | -------------- |
| 1999    | HJK Helsinki      | Vlag van Finland   | 1           | 0          | Veikkausliiga  |
| 2000    | HJK Helsinki      | Vlag van Finland   | 33          | 10         | Veikkausliiga  |
| 2001    | HJK Helsinki      | Vlag van Finland   | 31          | 22         | Veikkausliiga  |
| 2001/02 | FC Utrecht        | Vlag van Nederland | 12          | 3          | Eredivisie     |
| 2002/03 | FC Utrecht        | Vlag van Nederland | 24          | 3          | Eredivisie     |
| 2003/04 | FC Utrecht        | Vlag van Nederland | 3           | 0          | Eredivisie     |
| 2003/04 | FC Zwolle         | Vlag van Nederland | 11          | 0          | Eredivisie     |
| 2004/05 | Cercle Brugge     | Vlag van België    | 30          | 9          | Jupiler League |
| 2005/06 | Cercle Brugge     | Vlag van België    | 11          | 1          | Jupiler League |
| 2005/06 | ADO Den Haag      | Vlag van Nederland | 9           | 0          | Eredivisie     |
| 2006/07 | ADO Den Haag      | Vlag van Nederland | 1           | 0          | Eredivisie     |
| 2007/08 | Ujpest FC         | Vlag van Hongarije | 6           | 1          | Borsodi Liga   |
| 2007/08 | HJK Helsinki      | Vlag van Finland   | 18          | 9          | Veikkausliiga  |
| 2008/09 | HJK Helsinki      | Vlag van Finland   | 5           | 0          | Veikkausliiga  |
| 2008/09 | Klubi-04 Helsinki | Vlag van Finland   | 3           | 3          | Ykkönen        |
| 2009/10 | Åtvidabergs FF    | Vlag van Zweden    | 10          | 1          | Allsvenskan    |
| 2011    | KuPS Kuopio       | Vlag van Finland   | 4           | 1          | Veikkausliiga  |
| Totaal  | Totaal            | Totaal             | 212         | 63         |                |

## Erelijst
HJK Helsinki
- Suomen Cup

2000, 2008
- Topscorer Veikkausliiga

2001 (22 goals)